# أكنان (اسم)
أَكْنَان هو اسم علم مذكر من أصل عربي، وجاء الاسم على صيغة الجمع (المفرد: كِن)، ومعناه هو البيت والمسكن، قال الله تعالى: ﴿وَجَعَلَ لَكُمْ مِنَ الْجِبَالِ أَكْنَانًا﴾.